# Mortadela (film)
Mortadela (wł. La mortadella) – włosko-francuski film komediowy z 1971 roku w reżyserii Mario Monicellego.

## Fabuła
Piękna Włoszka Maddalena przybywa do USA w celu poślubienia swojego narzeczonego Michele. Wiezie ze sobą prezent ślubny od kolegów z pracy w postaci dużego kawałka włoskiej mortadeli. Wędlina zwraca uwagę celników. Maddalena ostro protestuje. Dochodzi również do kłótni z Michele, który bierze stronę celników i która kończy się rozstaniem narzeczonych. Zdarzenie przyciąga uwagę obecnego na lotnisku Jacka – dziennikarza nowojorskiej gazety, który węsząc atrakcyjny temat obyczajowy, nagłaśnia w swojej gazecie sprawę. Sama Maddalena, której celnicy odmawiają wjazdu na teren USA, zostaje na lotnisku, a tytułowa mortadela zostaje z czasem skonsumowana – kobieta częstuje nią po kolei obsługę lotniska. W tym czasie cała sprawa zyskuje ogólnokrajowy rozgłos, a osoba Maddaleny – olbrzymie zainteresowanie dziennikarzy. Na terenie lotniska dochodzi do konferencji prasowej z udziałem przedstawicieli mediów i Maddaleny. 
Ponieważ przedmiot sporu już nie istnieje (został zjedzony) Maddalena może bez przeszkód zostać wpuszczona na teren USA i w towarzystwie Jacka rozpoczyna życie w Ameryce. Jack ma jednak problem – nie ma pieniędzy i jest dłużnikiem gangsterów, po ich kolejnej „windykacji” ląduje w szpitalu. Tymczasem opuszczona i rozgoryczona całą sytuacją Maddalena składa wizytę swojemu byłemu narzeczonemu Michele i demoluje lokal w którym on pracuje, a jego samego doprowadza do stanu hospitalizacji. Jak sama mówi: „lepiej się wysławia nie używając słów”. Za ten wyczyn trafia do aresztu, lecz jeden z celników – Dominic, którego poznała na lotnisku, przystojny brunet zafascynowany jej urodą, wpłaca za nią kaucję. Nie próżnuje również Jack, który po wyjściu ze szpitala próbuje odnaleźć Maddalenę. Znajduje go ona sama, zgłaszając się po pozostawiony u niego bagaż. Jack umieszcza ją w swoim skromnym mieszkaniu. Mieszkać się tam jednak długo nie da – Jack ma żonę Sally z dwojgiem dzieci z którymi żyje w separacji i którzy nieustannie go nachodzą. W tym czasie zjawia się ponownie Michele, który pragnie zgody z Maddaleną, wabiąc ją nowym kawałkiem mortadeli oraz wizją wspólnej pracy w odnowionym lokalu pod zmienioną nazwą „La Mortadella”. Jednak wieść od Maddaleny, że spała (w rzeczywistości spali obok siebie w jednym łóżku) razem z Jackiem doprowadza Michele do furii – bije Jacka i ponownie porzuca Maddalenę. Zmęczona całą tą sytuacją Włoszka odchodzi w końcu „w siną dal”, szukając szczęścia w nowym kraju.

## Obsada
- Sophia Loren – Maddalena
- Gigi Proietti – Michele
- William Devane – Jack
- Beeson Carroll – Dominic
- Danny DeVito – Mancuso
- Susan Sarandon – Sally

## Produkcja
Zdjęcia kręcono w Nowym Jorku, Rzymie, Sperlondze (prowincja Latina), Carpi (prowincja Modena), Zola Predosa (prowincja Bolonia), Correggio i Guastalla (prowincja Reggio Emilia).